# Уайт, Майк
Майкл Кри́стофер Уайт (англ. Michael Christopher White; род. 28 июня 1970) — американский сценарист, актёр, продюсер и режиссёр. Наиболее известен как режиссёр, продюсер, сценарист и создатель популярного телевизионного сериала HBO «Белый лотос» (2021—н.в.), за который Уайт был удостоен трёх наград премии «Эмми», премии «Золотой глобус», а также номинаций на премии Гильдии продюсеров, режиссёров и сценаристов Америки.

## Личная жизнь
Уайт родился и вырос в Пасадине, штат Калифорния, в семье Лайлы Ли (урождённой Лоэр), менеджера по сбору средств, и священнослужителя Мела Уайта. У него есть сестра. Родители Уайта развелись, когда ему было 11 лет, после того, как его отец осознал свою гомосексуальность. Он учился в Политехнической школе Пасадины и Уэслианском университете. Уайт — бисексуал.

## Карьера
Уайт выступал в качестве сценариста и продюсера сериалов «Бухта Доусона» и «Хулиганы и ботаны», а также участвовал в написании сценариев к фильмам «Чак и Бак» (2000), «Хорошая девочка» (2002), «Страна чудаков» (2002), «Школа рока» (2003), «Суперначо» (2006), в каждом из которых у него была роль. Он также сыграл роли в ремейке 2004 года фильма «Степфордские жёны» (1975) и «Мамаша» (2008). «Чак и Бак» был назван лучшим фильмом 2000 года по версии журнала «Entertainment Weekly»; актёр Джефф Бриджес назвал перформанс Уайта в фильме «перформансом десятилетия».
Уайт часто сотрудничает с актёром Джеком Блэком. Они совместно основали кинокомпанию «Black & White», закрывшуюся в 2006 году. Хотя Уайт — не любитель классического рока, он написал сценарий к фильму «Школа рока» для того, чтобы Блэк исполнил в нём свои любимые рок-песни.

## Фильмография

### Кино
| Год  | Русское название                   | Оригинальное название                   | Сфера деятельности | Сфера деятельности | Сфера деятельности | Сфера деятельности | Сфера деятельности        | Примечания                                  |
| Год  | Русское название                   | Оригинальное название                   | Режиссёр           | Сценарист          | Продюсер           | Актёр              | Роль                      | Примечания                                  |
| ---- | ---------------------------------- | --------------------------------------- | ------------------ | ------------------ | ------------------ | ------------------ | ------------------------- | ------------------------------------------- |
| 1997 | Звёздные карты                     | Star Maps                               |                    |                    |                    | Да                 | сценарист «Carmel County» |                                             |
| 1998 | Мертвец в колледже                 | Dead Man on Campus                      |                    | Да                 |                    |                    |                           | Совместно с Майклом Трегером                |
| 2000 | Чак и Бак                          | Chuck & Buck                            |                    | Да                 |                    | Да                 | Бак О’Брайен              |                                             |
| 2002 | Страна чудаков                     | Orange County                           |                    | Да                 |                    | Да                 | мистер Бёрк               |                                             |
| 2002 | Хорошая девочка                    | The Good Girl                           |                    | Да                 |                    | Да                 | Корни                     |                                             |
| 2003 | Школа рока                         | The School of Rock                      |                    | Да                 |                    | Да                 | Нед Шнибли                |                                             |
| 2004 | Степфордские жёны                  | The Stepford Wives                      |                    |                    |                    | Да                 | Хэнк                      |                                             |
| 2005 |                                    | Are You the Favorite Person of Anybody? |                    |                    |                    | Да                 | ответчик                  | Короткометражный фильм                      |
| 2005 | Добро пожаловать в Калифорнию      | Welcome to California                   |                    |                    |                    | Да                 | Джон Гудмен               |                                             |
| 2006 | Суперначо                          | Nacho Libre                             |                    | Да                 | Да                 |                    |                           | Совместно с Джаредом и Джерушей Хессами     |
| 2007 | Год собаки                         | Year of the Dog                         | Да                 | Да                 | Да                 |                    |                           |                                             |
| 2008 | Мамаша                             | Smother                                 |                    |                    |                    | Да                 | Мирон Стаббс              |                                             |
| 2009 | Необузданные джентльмены           | Gentlemen Broncos                       |                    |                    | Да                 | Да                 | Дасти                     |                                             |
| 2009 | Добро пожаловать в Zомбилэнд       | Zombieland                              |                    |                    |                    | Да                 | жертва в уборной          | Не указан в титрах                          |
| 2013 | Магия, магия                       | Magic Magic                             |                    |                    | Да                 |                    |                           |                                             |
| 2014 | Поездка                            | Ride                                    |                    |                    |                    | Да                 | Роджер                    |                                             |
| 2015 | Дорога в Голливуд                  | The D Train                             |                    |                    | Да                 | Да                 | Джерри                    |                                             |
| 2017 | Беатрис на ужине                   | Beatriz at Dinner                       |                    | Да                 |                    |                    |                           |                                             |
| 2017 | Эмоджи фильм                       | The Emoji Movie                         |                    | Да                 |                    |                    |                           | Совместно с Тони Леондисом и Эриком Сигелом |
| 2017 | Статус Брэда                       | Brad's Status                           | Да                 | Да                 |                    | Да                 | Ник Паскаль               |                                             |
| 2017 | Идеальный голос 3                  | Pitch Perfect 3                         |                    | Да                 |                    |                    |                           | Совместно с Кэй Кэннон                      |
| 2020 | Айван, единственный и неповторимый | The One and Only Ivan                   |                    | Да                 |                    |                    |                           |                                             |

### Телевидение
| Год        | Русское название            | Оригинальное название         | Сфера деятельности | Сфера деятельности | Сфера деятельности | Сфера деятельности | Сфера деятельности   | Примечания                                 |
| Год        | Русское название            | Оригинальное название         | Режиссёр           | Сценарист          | Продюсер           | Актёр              | Роль                 | Примечания                                 |
| ---------- | --------------------------- | ----------------------------- | ------------------ | ------------------ | ------------------ | ------------------ | -------------------- | ------------------------------------------ |
| 1998–1999  | Бухта Доусона               | Dawson's Creek                |                    | Да                 | Да                 |                    |                      | Также креативный консультант               |
| 1999–2000  | Хулиганы и ботаны           | Freaks and Geeks              |                    | Да                 | Да                 | Да                 | Чип Келли            |                                            |
| 2001       | Пасадена                    | Pasadena                      |                    | Да                 | Да                 |                    |                      | Также создатель                            |
| 2001       | Неопределившиеся            | Undeclared                    |                    |                    |                    | Да                 | работник зоомагазина | Эпизод: «Eric Visits» (не указан в титрах) |
| 2006       | Нахваливание                | Cracking Up                   |                    | Да                 | Да                 |                    |                      | Также создатель                            |
| 2007       | Мёртвые до востребования    | Pushing Daisies               |                    |                    |                    | Да                 | Билли Болсам         | Эпизод: «Bitter Sweets»                    |
| 2009, 2011 | The Amazing Race            | The Amazing Race              |                    |                    |                    |                    |                      | Участник 14 и 18 сезонов                   |
| 2011–2013  | Просветлённая               | Enlightened                   | Да                 | Да                 | Да                 | Да                 | Тайлер               | Также создатель                            |
| 2012       | Скучная жизнь Жаклин        | The Boring Life of Jacqueline |                    |                    | Да                 |                    |                      |                                            |
| 2016       | Школа рока                  | School of Rock                |                    | Да                 |                    |                    |                      | Эпизод: «Come Together»                    |
| 2016       | Мамма Даллас                | Mamma Dallas                  | Да                 | Да                 | Да                 |                    |                      | Невышедший пилот канала HBO                |
| 2018       | Survivor: David vs. Goliath | Survivor: David vs. Goliath   |                    |                    |                    |                    |                      | Участник 37 сезона                         |
| 2021       | Белый лотос                 | The White Lotus               | Да                 | Да                 | Да                 |                    |                      | Также создатель                            |